# Schloss Saché

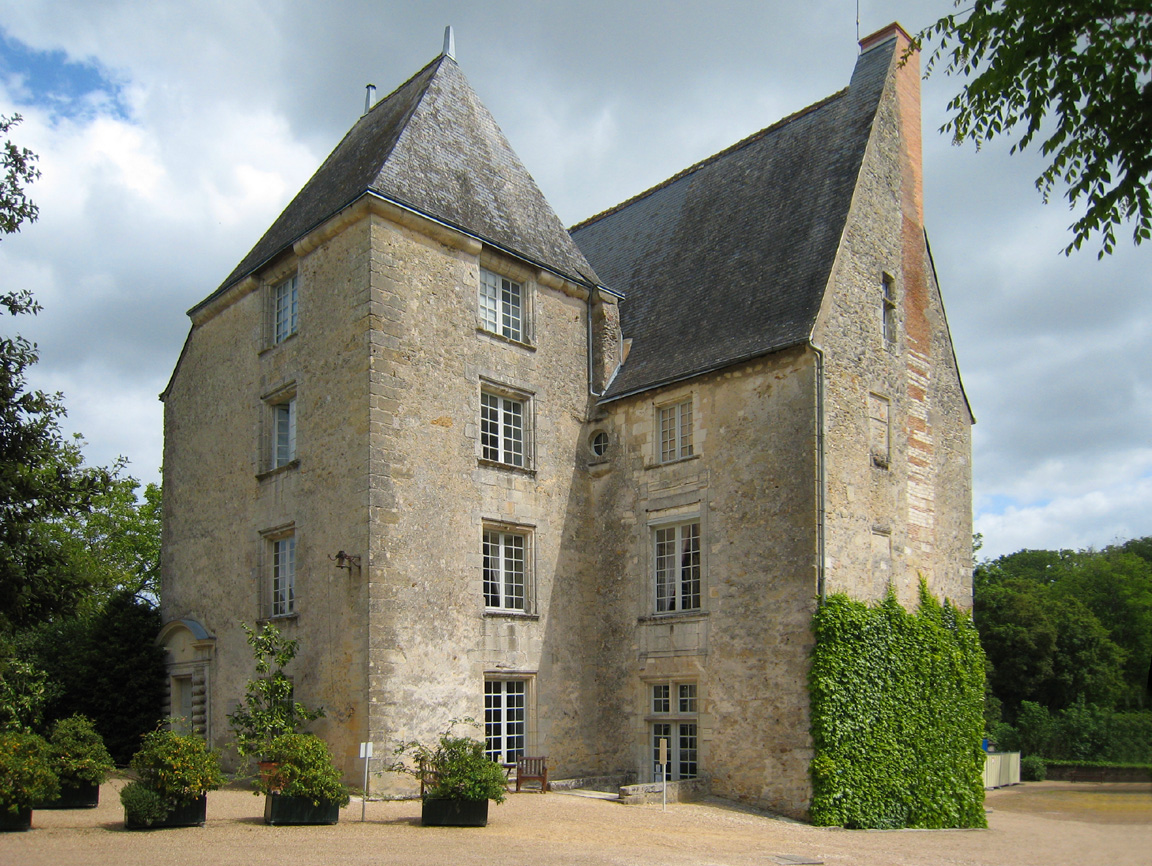
Schloss Saché von Südwesten

Das Schloss Saché liegt am Rande der Ortschaft Saché im Département Indre-et-Loire südöstlich von Tours in Frankreich. Das Gebäude wurde 1932 unter Denkmalschutz gestellt und beheimatet seit 1951 ein Balzac-Museum. Es zählt zu den Schlössern der Loire.

## Geschichte
Bereits im 14. Jahrhundert existierte an gleicher Stelle ein Vorgängerbau, von dem heute nur noch ein Rest der ehemaligen Ringmauer übrig ist. Im 15. Jahrhundert erfolgte ein Neubau des Gebäudes, das Ende des 16. Jahrhunderts erweitert wurde. Jean de Margonne ließ es im frühen 19. Jahrhundert an den damaligen Zeitgeschmack anpassen.
Jean de Margonne war der väterliche Freund und Förderer Honoré de Balzacs. Der in Tours geborene und in Paris lebende Schriftsteller hatte dadurch Gelegenheit, sich zwischen 1824 und 1837 immer wieder für längere Zeit hierher zurückzuziehen. Ein Teil seiner Romane ist in diesem Schloss im Herzen seiner geliebten Touraine entstanden.
Die Anlage ist heute im Besitz des Départements Indre-et-Loire.

## Beschreibung

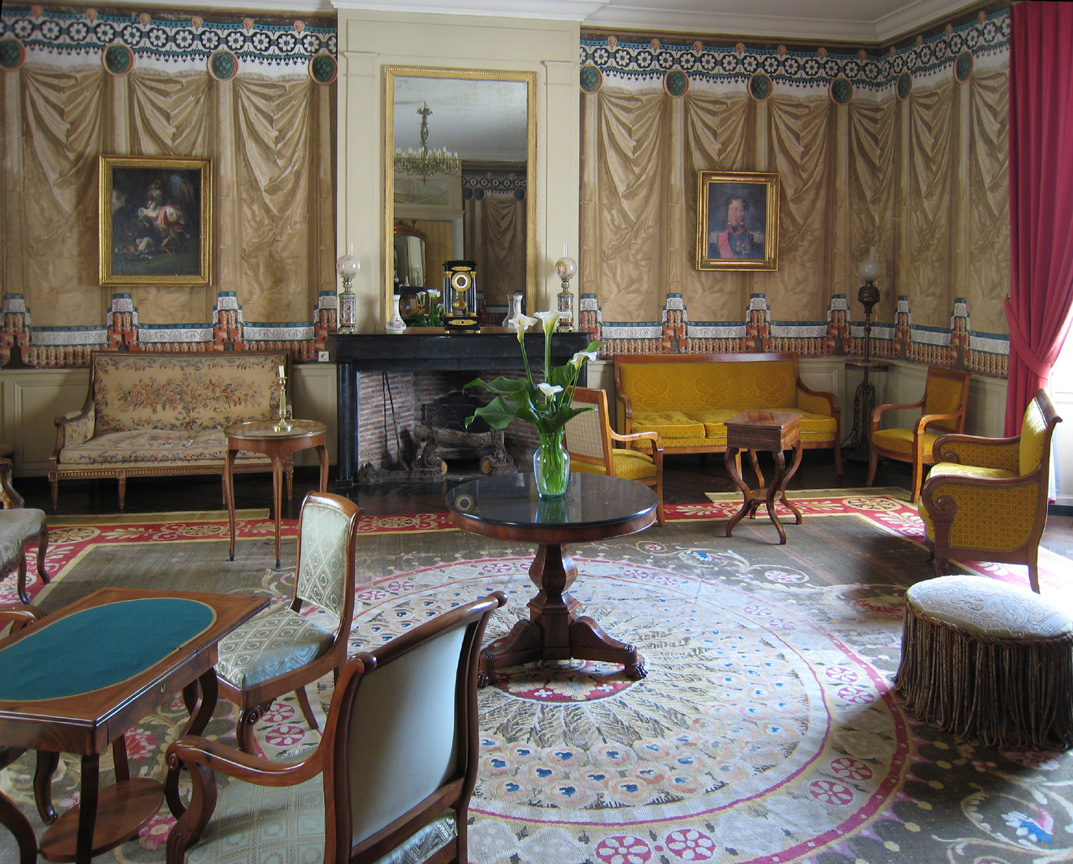
Großer Salon mit Vorhangtapete

Das Gebäude besitzt einen unregelmäßigen Grundriss und ist von außen sehr schlicht gehalten. Seine Mauern aus Kalkstein sind verputzt und werden durch ein schiefergedecktes Dach abgeschlossen.
Das Schloss hat den Charakter bewahrt, den es zu Zeiten des Dichters in der ersten Hälfte des 19. Jahrhunderts hatte. Eine gerade Treppe führt zu den Gemächern der Familie de Margonne im ersten Stock. Das Speisezimmer und der große Salon mit der Vorhangtapete präsentieren sich als intakte Wohnräume jener Zeit. Auch das bescheidene Wohn-, Arbeits- und Schlafzimmer Balzacs im Obergeschoss wurde 1970 restauriert und sieht wieder wie damals aus. Selbst der Schreibtisch des Dichters samt Schreibutensilien sowie das Bett sind noch vorhanden.
Die restlichen Räume des Obergeschosses sind museal eingerichtet. Die Ausstellung enthält zum Beispiel zeitgenössische Karikaturen über Balzac und seine Schriftstellerkollegen, außerdem Erinnerungen an den Aufenthalt Balzacs in Russland bei der Gräfin von Hanska, die er kurz vor seinem Tode heiratete. Die ausgestellten Manuskripte und Korrekturbögen lassen die großen Mühen erkennen, denen sich Balzac noch kurz vor der Drucklegung eines Werkes unterzog.
An den Wänden vermitteln einige Stiche einen Eindruck von dem Paris der „menschlichen Komödie“, das Balzac in seinen Romanen verewigt hat. Dazu gehörten zum Beispiel die Pavillons Baltard, die gerade erst eröffnet worden waren, und die Balzac sehr bewunderte. Auf der Seine fuhren in dieser Zeit des Umbruchs die ersten Dampfschiffe. Weiterhin sind die Theater, die dunklen Straßen und die ersten Boulevards von Paris dargestellt. Nicht zu vergessen die Postkutsche, die damals von Paris nach Tours zweieinhalb Tage brauchte. In den 1840er Jahren ließ dann die Eisenbahn die Reisezeit auf sechs Stunden schrumpfen.